# Atlantic Airways
Atlantic Airways er et færøsk flyselskab, som blev oprettet den 10. november 1987. Det første år var selskabet i økonomisk og praktisk samarbejde med det danske flyveselskab Cimber Air. Atlantic Airways' logo er en sule. Sulen er kun bosat på den vestligste ø i Færøerne - Mykines.
Atlantic Airways har indtil 2012 kun opereret med britiske fly British Aerospace BAe 146., samt de amerikanske helikoptere Bell 412. I 2007 var der hele 7 BAe, 146 fly i flåden og to Bell 412.
I forbindelse med at landingsbanen i Vagar Lufthavn blev forlænget fra 1250 - 1799 meter, blev det muligt for Atlantic Airways at operere med større fly. I 2012 fik Atlantic Airways den første Airbus, en A319 som blev indsat på selskabets største rute imellem Vagar og København. A319 kan flyve længere og have flere passagerer med 144 passagersæder. Det gav også selskabet gode muligheder for at udvide med nye sol-ruter til Middelhavet.
20. December 2016 fik Atlantic Airways den første Airbus A320. A320 kan ikke flyve lige så langt som A319, til gengæld har den 168 passagersæder. Det er præcis dobbelt så mange som de 83 pladser, der var i selskabets første BAe 146-200.
Alle selskabets Airbusser er udstyret med Airbus's avancerede navigationsteknologi, RNP AR0,1 der hidtil har medført markant højere regularitet og dermed færre forsinkelser. Der er tale om en GPS-baseret teknologi, nu også kombineret med det almindelige ILS-system i lufthavne, som sammenagt er et særdeles præcist instrumet både ved indflyvning og udflyvninger. Det Færøeske flyselskab har i første omgang tilpasset kombinationen af RNP AR 0,1 og ILS til Vágar Lufthavn, som dermed er den første lufthavn i verden, hvor denne metode bruges. Atlantic Airways' Airbus-maskiner kan således f.eks. flyve lavere og i dårligere sigtbarhed ind til Vágar lufthavn på Færøerne end tidligere.
Atlantic Airways' to Bell 412 helikopterne blev i 2016 skiftet ud med to nye Agusta Westland AW139.
I forbindelse med at A320 kom ind i flåden, valgte flyselskabet, at give hele flåden Arkiveret 22. december 2016 hos  Wayback Machine navne. Flåden er opkaldt efter Færøske forfattere og kunstnere.

## Flåde

### Fastvinget flåde
Airbus A320 familien er flyselskabets primære fly, der opererer på alle ruter til og fra Færøerne.

### Helikopterflåde
AgustaWestland AW139 er den eneste primære helikopter. Med plads til 15 passagerer bruges helikopteren til at flyve passagerer rundt på Færøerne.

## Helikopterafdelingen
Helikoptertjenesten har siden foråret 1994 hørt under Atlantic Airways.
Atlantic Helicopters har nu tre helikoptere i stalden. En Bell 212 til ruteflyvning mellem øerne og til diverse ad hoc opgaver. En Bell 412 specialudstyret til redningsopgaver, og i juni 2007 kom endnu en Bell 412 som primært forventes brugt til offshore opgaver.

## Historie
- 1988 – Den 28. marts fløj selskabet sin første tur fra Vágar Lufthavn (flogvøllinum í Vágum) til Kastrup lufthavn
- 1994 – Atlantic Airways overtog ved siden af den internationale luftfart også helikopterruterne fra Vágar og Tórshavn til de mindre færøske øer med to helikoptere. Helikopterflyvningen blev allerede oprettet i 1984 af det lokale rederi Strandfaraskip Landsins.
- 1995 – Atlantic Airways åbner en rute til Norge.
- 1998 – Der oprettes en ny rute til Aberdeen.
- 2002 – Passagertallet runder 100.000. Der oprettes en rute til Oslo.
- 2006 – Atlantic Airways får i maj konkurrence fra et nyt færøsk flyveselskab FaroeJet der i januar 2007 går konkurs. Atlantic Airways overtog fra midten af december 2006 alle de passagerer der havde booket hos FaroeJet, og fløj dem gratis frem og tilbage fra Vágar eller København. D. 10. oktober forulykkede det charterede Atlantic Airways fly RC 670 BAe 146-200 med 16 passagerer og besætningsmedlemmer om bord, i forbindelse med en mellemlanding i den norske lufthavn Stord. Årsagen til ulykken var at bremseklapperne ikke virkede. Flyet klarede ikke at bremse på den korte landingsbane, hvorefter flyet ramte store sten uden for landingsbanen og brød i brand. Tre norske passagerer og en færøsk stewardesse døde, 5 blev lettere kvæstet.
- 2008 – Atlantic Airways starter ny rute til Stockholm sommeren 2008
- 2015 Jóhanna á Bergi ansættes som direktør for Atlantic Airways, som er en historisk begivenhed, da hun er den første kvinde som er direktør for et nordisk flyselskab.[4]